# Cerkiew Kazańskiej Ikony Matki Bożej w Oszczowie
Cerkiew Kazańskiej Ikony Matki Bożej – prawosławna cerkiew w Oszczowie, wzniesiona w latach 1908–1909 i rozebrana po II wojnie światowej.
Cerkiew została wzniesiona na potrzeby parafii prawosławnej w Oszczowie jako druga świątynia w tejże miejscowości, obok pounickiej cerkwi św. Jana Miłościwego. Miało to miejsce w latach 1908–1909. Przy budowie świątyni wykorzystano projekt opracowany przez Aleksandra Puringa, architekta eparchii chełmskiej, według którego powstały także cerkwie w Sławatyczach, Topólczy, Krupem i Kryłowie. Świątynia reprezentowała styl bizantyjsko-rosyjski. Fundatorem wszystkich świątyń był ziemianin i publicysta słowianofilski Kławdij Paschałow. Jej budowa trwała od 1908 do 1909. Już sześć lat później, gdy prawosławni mieszkańcy Oszczowa udali się na bieżeństwo, obiekt został porzucony.
Żadna z oszczowskich świątyń nie została ponownie otwarta w niepodległej Polsce, chociaż miejscowa ludność prawosławna ubiegała się o to, a jej starania popierał metropolita warszawski i całej Polski Dionizy. Ostatecznie cerkiew Kazańskiej Ikony Matki Bożej została przywrócona do użytku liturgicznego jako siedziba nieetatowej placówki duszpasterskiej. Starania o jej legalizację i nadanie statusu etatowej parafii nie dały rezultatu.
Cerkiew w Oszczowie funkcjonowała do wywózek ludności ukraińskiej wyznania prawosławnego w latach 1944–1947. Następnie, pozbawiona opieki, stopniowo popadła w ruinę i w 1950 została rozebrana.